# Kelly Sudia
Kelly Sudia (née le 3 juillet 1980 à Pointe-Claire dans la province de Québec au Canada) est une joueuse canadienne de hockey sur glace.

## Début au hockey
Elle commence le hockey à l'âge de huit ans. Elle joue dans des équipes amateures du Lakeshore Hockey Association, et ensuite joint les Islanders, l'équipe de hockey féminin du Collège John Abbott dans la Ligue de hockey féminin collégial AA.

## Carrière en club

### SIC
Sudia joue cinq saisons (de 2000 à 2005) pour les Stingers de Concordia dans le championnat universitaire canadien. Considérée comme l'un des meilleures joueuses en défensive du circuit universitaire, Kelly Sudia aide les Stingers à participer aux tournois nationaux de hockey féminin universitaire en 2000-01, 2001-02 et 2004-05. Elle est nommée capitaine des Stingers en 2004-2005.

### LNHF
En 2005-2006, elle rejoint l'Axion de Montréal dans la Ligue nationale de hockey féminin. Elle excelle en défensive et particulièrement en désavantage numérique. Elle participe une conquête du championnat de la ligue (saison 2005-06). En fin de saison 2006-07, l'Axion de Montréal se rend en finale de championnat mais perd 4-0 aux mains du Thunder de Brampton. En proie à des difficultés financières, la Ligue nationale de hockey féminin cesse ses activités en 2007.

### LCHF
Lors de la création de la nouvelle Ligue canadienne de hockey féminin, Sudia se joint aux Stars de Montréal. Elle est membre de l'équipe depuis 2007–08 et aide les Stars à remporter 5 championnats LCHL et trois Coupe Clarkson. Depuis 2009, elle est capitaine adjointe des Stars. Joueuse surtout défensive, elle termine la saison 2010-11 avec une fiche de trois buts et quatre mentions d'aide. Lors de la saison 2011-12, Sudia marque 2 buts et a 5 mentions d'assistance pour un total de 7 points en 26 matchs.

## Sélection du Québec
Sudia est choisie joueuse défenseur pour l'équipe du Québec lors du Championnat national canadien Esso de 2006 et remporte la médaille d'argent.

## Vie personnelle
Hors de la glace, elle détient une maîtrise en sciences du loisir et occupe un poste de conseiller pédagogique au Collège John Abbott.

## Honneurs et distinctions individuelles
- 3 fois championne de la Coupe Clarkson (2009, 2011 et 2012)
- 5 championnats consécutifs dans la LCHF
- Médaillée d'argent du Championnat national féminin Esso en 2006 à Sydney (en Nouvelle-Écosse)[10]
- à la fin de sa  dernière saison SIC en 2005, elle reçoit un prix de distinction pour sa carrière universitaire de l'université Concordia.
- 2 fois élue Joueuse MVP des Islanders de John Abbott[11] et sur une fois élue dans la première équipe d'étoiles de la Ligue de hockey féminin collégial AA du Québec (saison 1999-2000).